# María del Pilar Lebrón
María del Pilar Lebrón fue una directora teatral, cantante y actriz de cine, radio, teatro y televisión española nacionalizada en Argentina.

## Carrera
Pilar Lebrón fue una eximia actriz de reparto con una extensa carrera iniciada en el teatro y reflejada posteriormente en la pantalla grande y luego en la televisión donde trabajó en el viejo Canal 7. Secundó a gloriosas figuras de la escena nacional como Laura Hidalgo, Olinda Bozán, Fina Basser, Emilio Alfaro, Augusto Codecá, Gogó Andreu, Mariano Vidal Molina, Lolita Torres, Alita Román, Fernando Siro, Lalo Hartich, entre otros.
En teatro, integra en 1931 el reparto de la compañía de Irene López Heredia y Mariano Asquerino, junto con María Isabel Pallares, Aurora Palacios, Lis Abrines, Pilar Arroyo, Josita Hernán, Marcial Manent y Ketty Moreno. Luego encabezó en 1949 una compañía con Nélida Quiroga, Jorge Onetto, Saúl Jarlip, Dora Acosta y Marcela Sosa.
En 1982, siendo ya mayor, puso su voz para interpretar el film de Mafalda.

## Filmografía
- 1935: El gato montés
- 1956: Oro bajo
- 1957: Las campanas de Teresa
- 1961: La maestra enamorada
- 1966: Hotel alojamiento
- 1982: Mafalda[3]

## Radio
En 1968 estrenó en el ciclo Las dos carátulas de Radio Nacional bajo su dirección  el drama de tres actos Sócrates. También presentó otras como Se necesita niñera y El divino milagro, evocación navideña en tres estampas de Guillermo A. Cayol, Tararí (1963), farsa de tres actos de Valentín Andrés Álvarez y El gran mercado del mundo, auto sacramental de Calderón de la Barca. En 1974 hizo Teatro breve.

## Televisión
- 1959: Gran Teatro Universales
- 1960: La hermana San Sulpicio
- 1960: La Casa de la Troya
- 1960: El sí de las niñas
- 1968: Telespaña[5]
- 1973: El Teatro de Pacheco[6]

## Teatro
- Las llamas del convento (1931), de Luis Fernández Aldavín, estrenada en el Teatro Muñoz Seca de Madrid.
- El puente (1949).
- Liberación (1949), de Vicente Martiñez Cuitiño, dirigida por Armando Discépolo.[7]
- Estrellas en el Avenida (1964), con la  Cía. María Antinea junto a  Angelillo, Santiago Bal, Alberto Anchart, Julio Sosa, la Orquesta de Leopoldo Federico, Gloria Montes, Chelo Moran, Pedrito Rico, Lino Montes, Antonio Berdiales, Sol y Terremoto, Manuel Benítez Carrasco y Santiago González.

## Vida privada
Estuvo casada con el barítono Pablo Hertogs (1907 - 1970), con quien tuvo a su hijo, el también actor, cantante lírico y director Pablo Lebrón, fallecido en 2013.